# Phlegra crumena
Phlegra crumena is een spinnensoort in de taxonomische indeling van de springspinnen (Salticidae).
Het dier behoort tot het geslacht Phlegra. De wetenschappelijke naam van de soort werd voor het eerst geldig gepubliceerd in 1994 door Maciej Próchniewicz & Heciak.